# 市原市立ちはら台桜小学校
市原市立ちはら台桜小学校（いちはらしりつ ちはらだいさくらしょうがっこう）は、千葉県市原市ちはら台東にある公立小学校。文部科学省の学校コードはB112210004725、旧学校調査番号は121097。通称は桜小（さくらしょう）。

## 概要
市原市北部のちはら台地区に位置する。千原台ニュータウンの開発により、「仮・千原台第四小学校」として計画されて開校した新設校で、市原市では市原市立加茂小学校に次いで2番目に新しい小学校となっている。
ちはら台にはもともと5つの小学校ができる予定であったが、児童数の増加が想定より少なかったため、4校目の小学校である本校を最後に小学校建設の計画は立っていない。最後の小学校の予定であった「仮・千原台第五小学校」の建設予定地は現在は住宅地として利用されている。

## 沿革

### 概歴
市原市立水の江小学校の児童数が800人を超え、今後も増加が見込まれたことから、開発が進行していたちはら台東を中心とした通学区域をもつ「仮・千原台第四小学校」が計画された。ニュータウン開発時より確保していたたちはら台東にある小学校予定地に建設することが決定し、2010年（平成22年）4月1日に市原市立ちはら台桜小学校として開校した。

### 年表
- 2010年（平成22年）
  - 2月5日 - 校舎供用開始[3]。
  - 4月1日 - 市原市立ちはら台桜小学校開校[3]。

### 研究指定
2010年（平成22年）4月1日の開校以降、各機関から受けてきた研究指定は以下の通りである。
- 2013年度（平成25年度） - 市教委「教科学力（国）」研究指定（2年間の1年目）
- 2014年度（平成26年度） - 市教委「教科学力（国）」研究指定（2年間の2年目）
- 2015年度（平成27年度） - 市教委「教科学力（国）」研究指定（2年間の1年目）
- 2016年度（平成28年度） - 市教委「教科学力（国）」研究指定（2年間の2年目）
- 2021年度（令和3年度） - 市教委「外国語・外国語活動」研究指定（2年間の1年目）
- 2022年度（令和4年度） - 市教委「外国語・外国語活動」研究指定（2年間の2年目）

## 校則

### 校歌
- 作詞：近藤文子[1][注釈 1]
- 作曲：中山千秋[1][注釈 1]

## 施設

### 敷地
敷地の詳細は以下の通りである。
- 所在地：〒290-0141　千葉県市原市ちはら台東5丁目13番地
- 所有者：市原市
- 敷地面積：23,000m2
- 用途地域：第一種中高層住居専用地域
- 指定建蔽率：60%
- 指定容積率：200%
- 取得価格：1,548,679,978円

### 建物
敷地内の建物は以下の通りである。
| 棟番号 | 棟名称         | 建物用途       | 構造 | 階数        | 延床面積   | 建築年 | 耐震情報 |
| ------ | -------------- | -------------- | ---- | ----------- | ---------- | ------ | -------- |
| 001    | 校舎-1         | 校舎・園舎     | RC造 | 地上3階建て | 6,269.18m2 | 2010   | 新耐震   |
| 002    | 体育館         | 体育館         | RC造 | 地上1階建て | 985.00m2   | 2010   | 新耐震   |
| 003    | 校舎ー2        | 校舎・園舎     | RC造 | 地上1階建て | 52.00m2    | 2010   | 新耐震   |
| 004    | 処理場・加工場 | 処理場・加工場 | RC造 | 地上1階建て | 31.50m2    | 2010   | 新耐震   |
| 005    | 倉庫・物置     | 倉庫・物置     | RC造 | 地上1階建て | 25.00m2    | 2010   | 新耐震   |
| 006    | 小屋・畜舎     | 小屋・畜舎     | S造  | 地上1階建て | 9.00m2     | 2010   | -        |

## 規模
2022年（令和4年）4月1日現在の生徒数は607名。

### 推移
学校規模の推移は以下の通りである。
| 年度                   | 児童数 | 学級数 | 備考 |
| ---------------------- | ------ | ------ | ---- |
| 2010年度（平成22年度） | 627名  | 20学級 |      |
| 2011年度（平成23年度） | 718名  | 23学級 |      |
| 2022年度（令和4年度）  | 607名  | 21学級 |      |

## 諸活動

### 部活動
- 陸上部
- 器楽部

## 通学区域
- ちはら台東4 - 5・8 - 9丁目の全域、6丁目・7丁目のそれぞれ一部

## 通学区域内施設
- 御影台公園

## 中学校区
- 市原市立ちはら台南中学校

## 隣接小学校区
- 市原市立市東第一小学校
- 市原市立水の江小学校
- 千葉市立椎名小学校
- 千葉市立誉田小学校

## アクセス
- 誉田駅から徒歩32分
- 鎌取駅から徒歩44分
- ちはら台駅から徒歩34分
- 小湊鐵道バス（鎌01系統）・千葉中央バス（ちはら台線）
  - 「ちはら台東4丁目」で下車した目の前